# Cuspivolva
Cuspivolva là một chi ốc biển, là động vật thân mềm chân bụng sống ở biển thuộc họ Ovulidae.

## Các loài
Các loài thuộc chi Cuspivolva bao gồm:
- Cuspivolva allynsmithi (Cate, 1978)[2]
- Cuspivolva bellica (Cate, 1973)[3]
- Cuspivolva celzardi (Fehse, 2008)[4]
- Cuspivolva cuspis (Cate, 1973)[5]
- Cuspivolva draperi Cate & Azuma in Cate, 1973[6]
- Cuspivolva formosa (G.B. Sowerby II in A. Adams & Reeve, 1848)[7]
- Cuspivolva habui (Cate, 1973)[8]
- Cuspivolva helenae (Cate, 1973)[9]
- Cuspivolva mucronata (Azuma & Cate, 1971)[10]
- Cuspivolva ostheimerae (Cate, 1973)[11]
- Cuspivolva platysia (Cate, 1973)[12]
- Cuspivolva queenslandica (Cate, 1974)[13]
- Cuspivolva singularis (Cate, 1973)[14]
- Cuspivolva tigris (Yamamoto, 1971)[15]